# Observatorio Palomar

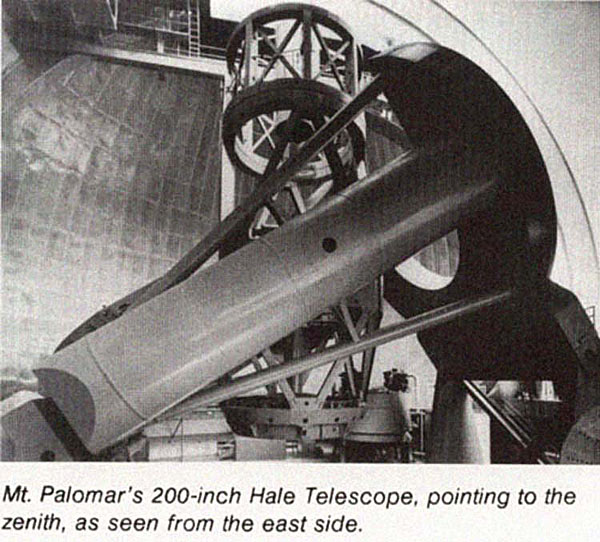
Telescopio Hale del Monte Palomar.

El observatorio Palomar u observatorio del monte Palomar es un observatorio astronómico estadounidense de propiedad privada localizado en San Diego, California, a 140 km al sudeste del Observatorio Monte Wilson. Sus coordenadas geográficas son: 33°21′22,8″ N, 116°51′53,14″ O; y su altitud es de 1706 m s. n. m.
Es propiedad y está operado por el Instituto de Tecnología de California (Caltech) ubicado en Pasadena, California. Se concede tiempo de investigación a Caltech y a sus socios de investigación, que incluyen el Jet Propulsion Laboratory (JPL) y la Universidad de Cornell.
Su mayor telescopio es el Hale, de 508 cm de diámetro, bautizado así en honor de George Hale, promotor del observatorio y de la construcción del gigantesco espejo.
Desde sus instalaciones se han realizado gran cantidad de descubrimientos astronómicos, cosmológicos y astrofísicos, como el descubrimiento del planeta enano Sedna.

## Historia

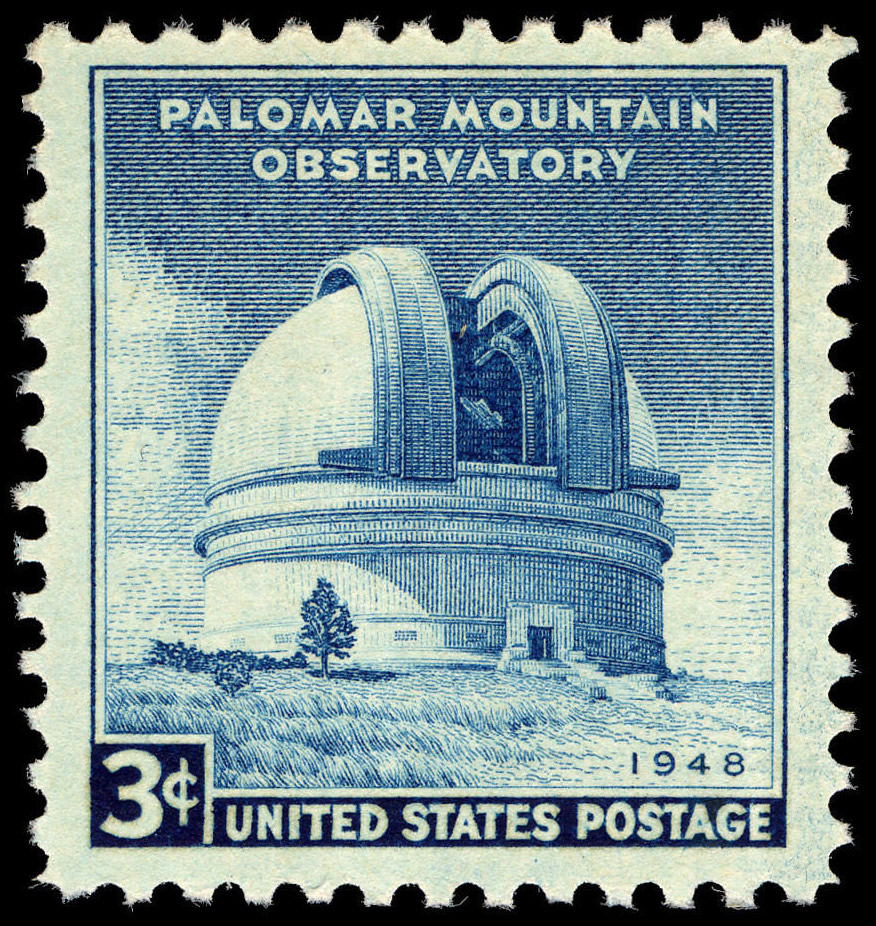
El Observatorio del Monte Palomar aparece en el sello de los Estados Unidos de 1948

### La visión de Hale para los grandes telescopios y el observatorio Palomar
El astrónomo George Ellery Hale, cuya visión creó el Observatorio Palomar, construyó el telescopio más grande del mundo cuatro veces seguidas. Publicó un artículo de 1928 proponiendo lo que se convertiría en el reflector Palomar de 200 pulgadas; era una invitación al público estadounidense para aprender cómo los grandes telescopios podrían ayudar a responder preguntas relacionadas con la naturaleza fundamental del universo. Hale siguió este artículo con una carta a la Junta de Educación Internacional (más tarde absorbida por la Junta de Educación General) de la Fundación Rockefeller fechada el 16 de abril de 1928 en la que solicitaba financiación para este proyecto. En su carta, Hale declaró:
"Ningún método para hacer avanzar la ciencia es tan productivo como el desarrollo de instrumentos y métodos de investigación nuevos y más potentes. Un telescopio más grande no solo proporcionaría la ganancia necesaria en la penetración espacial de la luz y el poder de resolución fotográfica, sino que también permitiría la aplicación de ideas y dispositivos derivados principalmente de los recientes avances fundamentales en física y química".

### Telescopio Hale
El telescopio de 508 cm (200 pulgadas) lleva el nombre del astrónomo y constructor de telescopios George Ellery Hale. Fue construido por Caltech con una subvención de $6 millones de la Fundación Rockefeller, utilizando un pyrex en blanco fabricado por Corning Glass Works bajo la dirección de George McCauley. El Dr. J. A. Anderson fue el director del proyecto inicial, asignado a principios de la década de 1930. El telescopio (el más grande del mundo en ese momento) vio la primera luz el 26 de enero de 1949 apuntando a NGC 2261. El astrónomo estadounidense Edwin Powell Hubble fue el primer astrónomo en utilizar el telescopio.
Cuando entró en funcionamiento fue el telescopio más grande del mundo desde 1949 hasta 1975, cuando el telescopio ruso BTA-6 vio la primera luz. Los astrónomos que utilizan el Telescopio Hale han descubierto objetos distantes llamados quasares (un subconjunto de lo que se conocería como Núcleos Galácticos Activos) a distancias cosmológicas. Han estudiado la química de las poblaciones estelares, lo que ha llevado a comprender la nucleosíntesis estelar en cuanto al origen de los elementos del universo en sus abundancias observadas, y han descubierto miles de asteroides. Un modelo de ingeniería a una décima parte del telescopio en Corning Community College en Corning, Nueva York, sede de Corning Glass Works (ahora Corning Incorporated), se utilizó para descubrir al menos un planeta menor, 34419 Corning.†

### Arquitectura y diseño

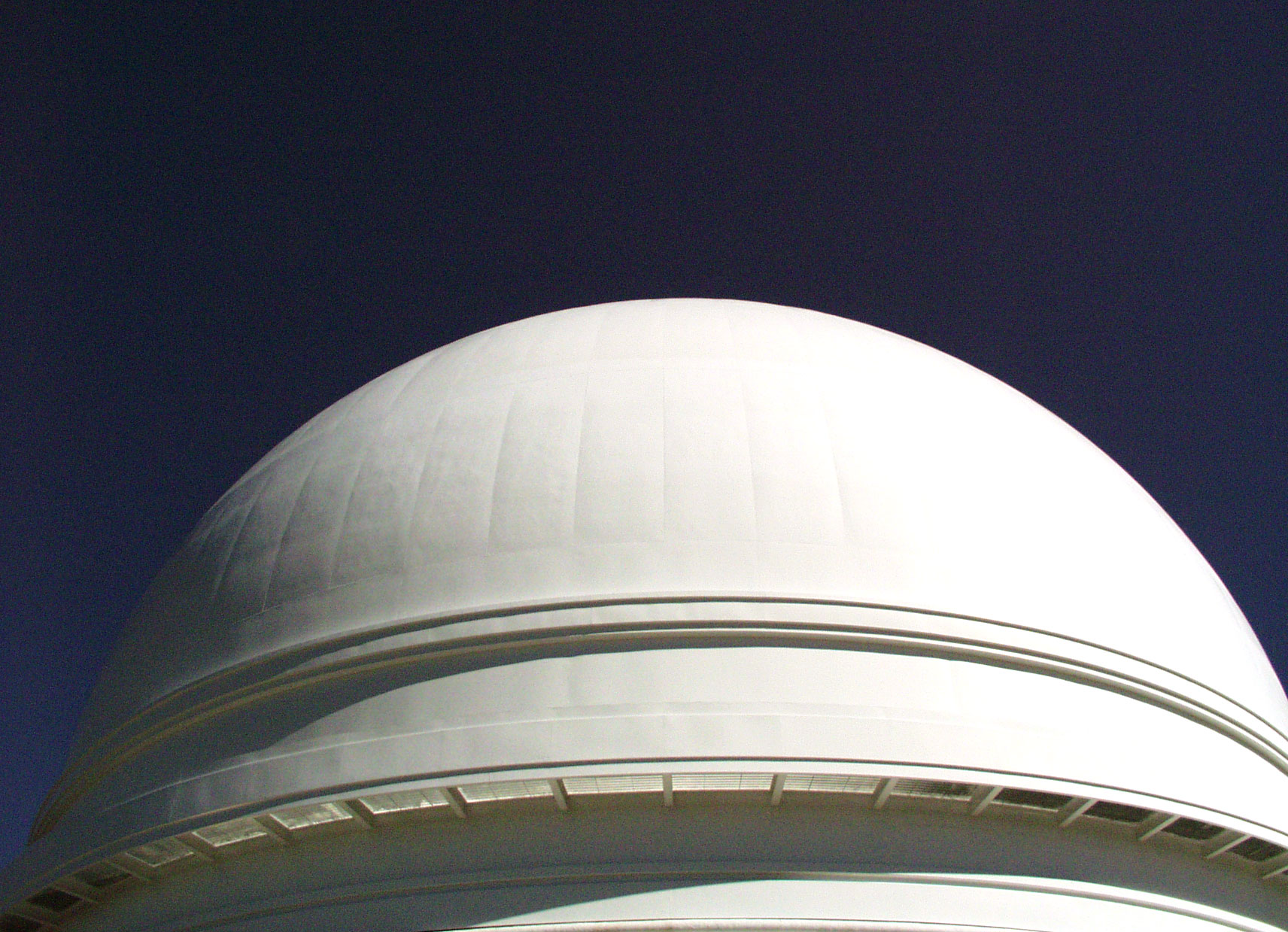
Cúpula del telescopio Hale

Russell W. Porter desarrolló la arquitectura art déco de los edificios del Observatorio, incluida la cúpula del Telescopio Hale de 508 cm. Porter también fue responsable de gran parte del diseño técnico del Telescopio Hale y las Cámaras Schmidt, produciendo una serie de dibujos de ingeniería de sección transversal. Porter trabajó en los diseños en colaboración con muchos ingenieros y miembros del comité de Caltech.
Max Mason dirigió la construcción y Theodore von Karman estuvo involucrado en la ingeniería.

### Directores
- Ira Sprague Bowen, 1948–1964
- Horace Welcome Babcock, 1964–1978
- Maarten Schmidt, 1978–1980
- Gerry Neugebauer, 1980–1994
- James Westphal, 1994–1997
- Wallace L. W. Sargent, 1997–2000
- Richard Ellis, 2000–2006
- Shrinivas Kulkarni, 2006–2018
- Jonas Zmuidzinas, 2018–

### Observatorio Palomar y contaminación lumínica
Gran parte de la región circundante del sur de California ha adoptado iluminación protegida para reducir la contaminación lumínica que podría afectar al observatorio.

## Equipamientos

### Telescopios e instrumentos

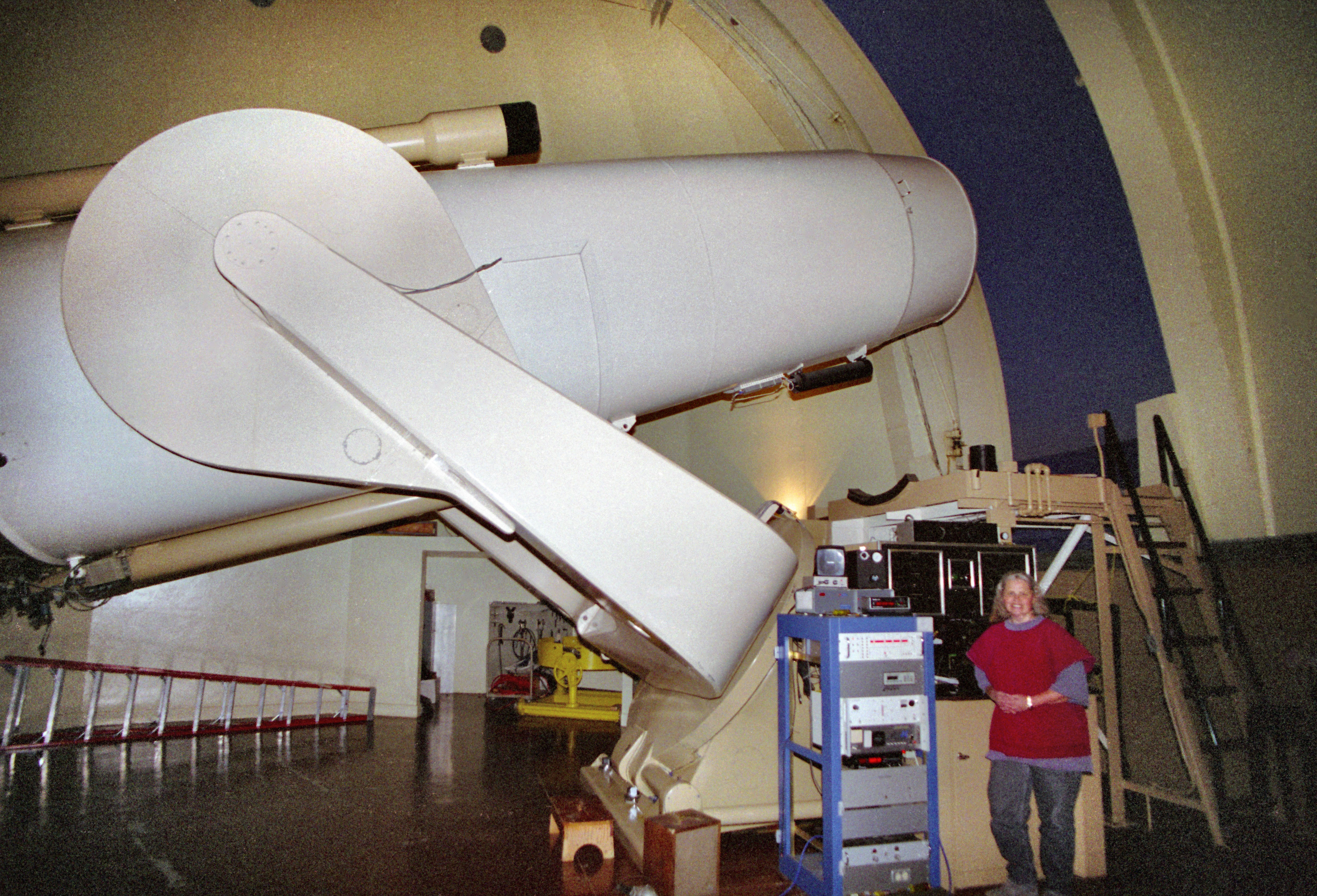
El astrónomo Jean Mueller posando con el telescopio Samuel Oschin (Cámara Schmidt).

- El Telescopio Hale de 508 cm se propuso por primera vez en 1928 y ha estado en funcionamiento desde 1948. Fue el telescopio más grande del mundo durante 45 años.[9]

- Un telescopio reflector de 152 cm (60 pulgadas) se encuentra en el edificio Oscar Mayer. Fue dedicado en 1970 a tomar parte de la carga del Telescopio Hale. Este telescopio fue utilizado para descubrir la primera estrella enana marrón.[10]

- El telescopio de Samuel Oschin de 120 cm (48 pulgadas, cámara de Schmidt) fue comenzado en 1938 e instalado en 1948. Se llamó inicialmente el Schmidt de 48 pulgadas, y fue dedicado a Samuel Oschin en 1986.[11] El planeta enano Eris fue descubierto usando este instrumento.[12] La existencia de Eris desencadenó las discusiones en la comunidad internacional de la astronomía que condujeron a que Plutón se reclasificara como planeta enano.

## El telescopio Sleuth
Sleuth es un telescopio muy humilde, equipado con una cámara con lentes de 100 mm y una cámara digital. Localizado en el Observatorio Palomar en California, el Sleuth escudriña sistemáticamente el cielo, en busca de señales de tránsito astronómico, la pequeña disminución en el brillo de una estrella causada por un objeto que pasa por delante. El truco está en que para buscar exoplanetas no se necesita un telescopio muy grande, sino observar el cielo continuamente. Se ha construido un telescopio robot que cada noche observa la zona del cielo correcta y toma imágenes de forma continua. Utilizando después una serie de códigos informáticos para buscar entre los datos, analizando esas pequeñas señales (una tarea ingente pues es tal la cantidad de datos que es como encontrar la aguja en el pajar).
El Programa Navigator proporcionó la financiación inicial para el telescopio Sleuth (Detective), que ha conseguido descubrimientos de exoplanetas tales como el TrES-4.
El telescopio es parte de la red Trans-Atlantic Exoplanet Survey (TrES, Investigador de Exoplanetas Transatlántico), con varios pequeños telescopios más realizando observaciones en distintas localizaciones.
Está mantenido por David Charbonneau (CfA) y Francis O'Donovan (Caltech).

## Visitas y participación pública

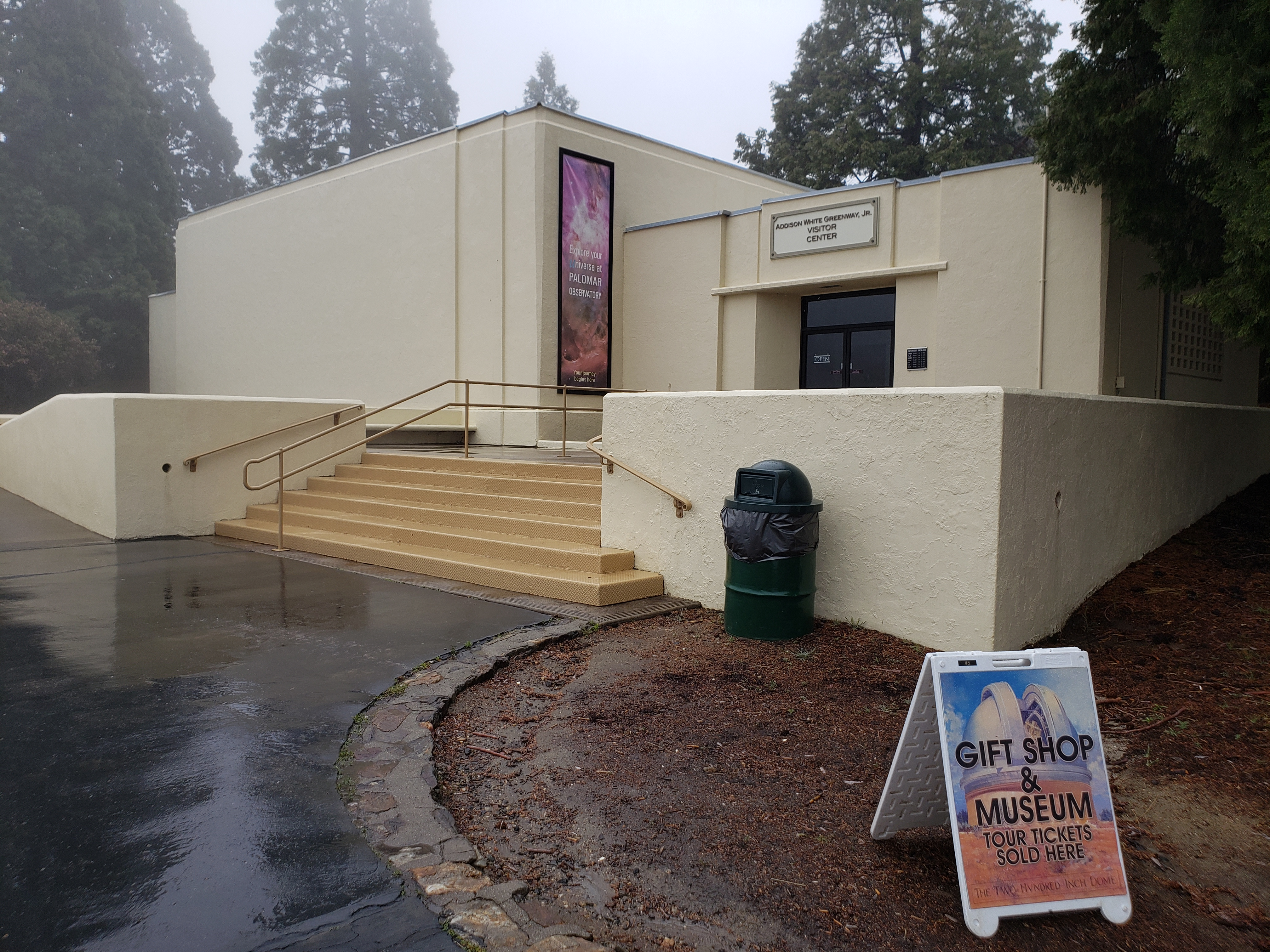
Centro de Visitantes de Greenway en el Observatorio Palomar, con una tienda de regalos

El Observatorio Palomar es una instalación de investigación activa. Sin embargo, las áreas seleccionadas del observatorio están abiertas al público durante el día. Los visitantes pueden realizar recorridos autoguiados del telescopio de 200 pulgadas todos los días de 9  a 15h. El observatorio está abierto los 7 días de la semana, durante todo el año, excepto el 24 y 25 de diciembre y en épocas de mal tiempo y, finalmente, de pandemia mundial. Las visitas guiadas a la cúpula del Telescopio Hale de 200 pulgadas y al área de observación están disponibles los sábados y domingos de abril a octubre. Se ofrecen recorridos tras bambalinas para el público a través del grupo de apoyo comunitario Palomar Observatory Docents.
El observatorio Palomar también tiene un museo en el sitio: el Centro de visitantes de Greenway que contiene exhibiciones relevantes para el observatorio y la astronomía, una tienda de regalos, y alberga eventos públicos periódicos.
Para aquellos que no pueden viajar al observatorio, Palomar ofrece un extenso recorrido virtual que brinda acceso virtual a todos los principales telescopios de investigación en el sitio, el Centro de visitantes Greenway, y tiene una gran cantidad de multimedia integrada para brindar contexto adicional.  Del mismo modo, el observatorio mantiene activamente un extenso sitio web y canal de YouTube para apoyar la participación pública.
El observatorio está ubicado en la Ruta estatal 76 en el norte del Condado de San Diego, California, a dos horas en coche del centro de San Diego y a tres horas en del centro  Los Ángeles (UCLA, aeropuerto LAX). Aquellos que se alojen en el cercano Palomar Campground pueden visitar el Observatorio Palomar haciendo senderismo por 3,5 km hasta el Sendero del Observatorio.

## Clima
Palomar tiene un clima mediterráneo de verano caluroso (Köppen Csa).
| Parámetros climáticos promedio de Observatorio Palomar (normales de 1991 a 2020, extremos de 1938 al presente) | Parámetros climáticos promedio de Observatorio Palomar (normales de 1991 a 2020, extremos de 1938 al presente) | Parámetros climáticos promedio de Observatorio Palomar (normales de 1991 a 2020, extremos de 1938 al presente) | Parámetros climáticos promedio de Observatorio Palomar (normales de 1991 a 2020, extremos de 1938 al presente) | Parámetros climáticos promedio de Observatorio Palomar (normales de 1991 a 2020, extremos de 1938 al presente) | Parámetros climáticos promedio de Observatorio Palomar (normales de 1991 a 2020, extremos de 1938 al presente) | Parámetros climáticos promedio de Observatorio Palomar (normales de 1991 a 2020, extremos de 1938 al presente) | Parámetros climáticos promedio de Observatorio Palomar (normales de 1991 a 2020, extremos de 1938 al presente) | Parámetros climáticos promedio de Observatorio Palomar (normales de 1991 a 2020, extremos de 1938 al presente) | Parámetros climáticos promedio de Observatorio Palomar (normales de 1991 a 2020, extremos de 1938 al presente) | Parámetros climáticos promedio de Observatorio Palomar (normales de 1991 a 2020, extremos de 1938 al presente) | Parámetros climáticos promedio de Observatorio Palomar (normales de 1991 a 2020, extremos de 1938 al presente) | Parámetros climáticos promedio de Observatorio Palomar (normales de 1991 a 2020, extremos de 1938 al presente) | Parámetros climáticos promedio de Observatorio Palomar (normales de 1991 a 2020, extremos de 1938 al presente) |
| Mes | Ene. | Feb. | Mar. | Abr. | May. | Jun. | Jul. | Ago. | Sep. | Oct. | Nov. | Dic. | Anual |
| --- | --- | --- | --- | --- | --- | --- | --- | --- | --- | --- | --- | --- | --- |
| Temp. máx. abs. (°C)                                                                                           | 27.8 | 25 | 27.8 | 28.3 | 32.8 | 40 | 37.8 | 37.8 | 37.8 | 36.1 | 26.7 | 26.7 | ' |
| Temp. máx. media (°C)                                                                                          | 10.8 | 10.6 | 13.3 | 16.3 | 20.7 | 25.8 | 29.1 | 29.1 | 26.3 | 20.6 | 14.6 | 10.4 | 18.9 |
| Temp. mín. media (°C)                                                                                          | 2.8 | 2.3 | 3.7 | 5.4 | 9.1 | 13.9 | 17.7 | 18.1 | 15.3 | 10.4 | 5.8 | 2.6 | 8.9 |
| Temp. mín. abs. (°C)                                                                                           | -13.3 | -11.1 | -8.9 | -7.2 | -4.4 | -2.2 | 2.2 | 2.2 | -1.1 | -7.8 | -8.3 | -13.3 | ' |
| Precipitación total (mm)                                                                                       | 150.6 | 186.4 | 117.1 | 50.8 | 22.6 | 4.3 | 7.4 | 17.3 | 12.2 | 30.7 | 57.2 | 115.8 | 772.4 |
| Nevadas (cm)                                                                                                   | 15.7 | 26.9 | 7.9 | 8.9 | 0 | 0 | 0 | 0 | 0 | 0 | 1 | 6.1 | 66.5 |
| Días de precipitaciones (≥ 0.01 in)                                                                            | 6.5 | 7.3 | 5.9 | 3.9 | 2.3 | 0.4 | 1.1 | 1.3 | 1.3 | 2.0 | 3.2 | 5.8 | 41 |
| Días de nevadas (≥ 0.1 in)                                                                                     | 1.2 | 2.1 | 0.9 | 1.1 | 0.0 | 0.0 | 0.0 | 0.0 | 0.0 | 0.0 | 0.3 | 1.5 | 7.1 |
| Fuente: NOAA                                                                                                   | | | | | | | | | | | | | |